# Jørun Bøgeberg
Jørun Bøgeberg, född 4 maj 1958, är en norsk basgitarrist. Han har bland annat spelat med den norska popgruppen a-ha. Han tilldelades Gammleng-prisen 1997.

## Diskografi
Album
- Songs From the Pocket (CD, Norsk Plateprod./BMG 1996)
- Basstard (CD, UpNorth Discs 2006)
- Potet (CD, Basstard Music 2014)

Singlar
- "We Have Grown" (Norsk Plateprod./BMG 1996)
- "Life Is an Endless Dream" (Basstard 2004)
- "Daddy's Eyes" (Radio Edit) (UpNorth 2006)